# Oenochroma gastropacharia
Oenochroma gastropacharia là một loài bướm đêm trong họ Geometridae.